# Han som i eder har begynt ett gott verk
Han som i eder har begynt ett gott verk är en psalm med text från Filipperbrevet 1:16 och musiken är skriven 1973 av Gunno Södersten.

## Publicerad i
- Herren Lever 1977 som nummer 906 under rubriken "Att leva av tro - Tro - trygghet".[1]